# Trang viên ở Starołęka Wielka, Poznań

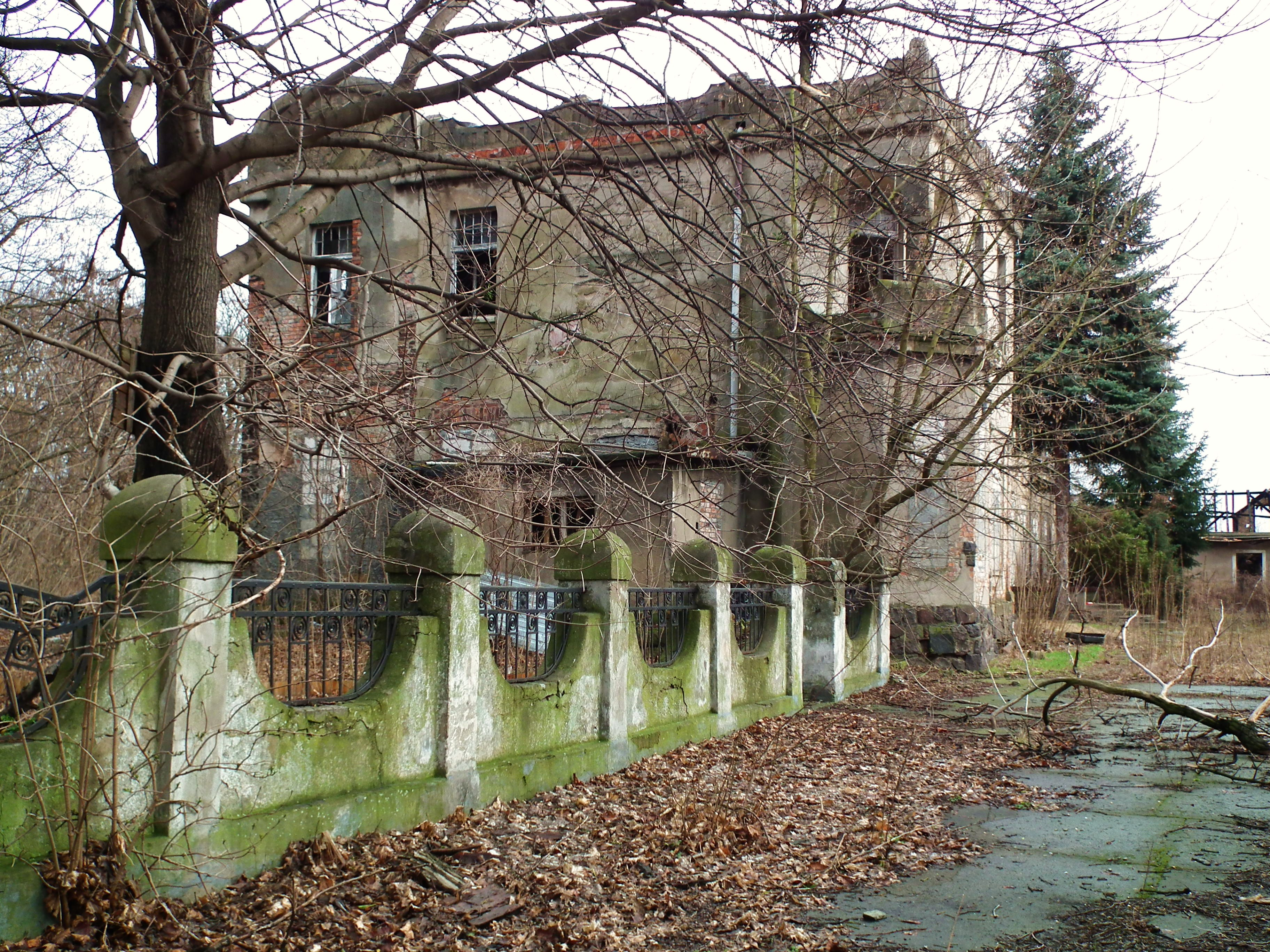
Trang viên ở Starołęka Wielka, Poznań (2016)

Trang viên ở Starołęka Wielka, Poznań (tiếng Ba Lan: Dwór na Starołęce w Poznaniu) là một trang viên và khu phức hợp trang trại nằm ở Phố Skoczowska, Starołęka Wielka, thành phố Poznań, Ba Lan. Hiện nay, công trình kiến trúc này thuộc sở hữu tư nhân và đang trong tình trạng xuống cấp. Trang viên có tên trong sổ đăng ký di tích.

## Sơ lược lịch sử hình thành
Khu vực chính của trang viên có từ nửa sau thế kỷ 19 và được thiết kế theo dạng dinh thự một tầng. Vào đầu thế kỷ 20 (1907-1910), chủ sở hữu tòa nhà lúc bấy giờ - Marcin Bidermann xây thêm một gian nhà theo phong cách tân nghệ thuật vào phía Nam.

## Kiến trúc
Phần tòa nhà cũ được phủ bằng mái mansard cao (các mặt bên của mái nhà đối xứng với nhau). Phần tòa nhà mới có hai tầng, có tầng lửng và được phủ bằng mái bằng. Ở tầng trệt, nổi bật nhất là các họa tiết kết hợp hài hòa với khung cửa sổ.
Trang viên được một công viên với diện tích 3,7 ha bao quanh. Cổng chính được trang trí theo trường phái tân nghệ thuật (năm 1906), cùng với một bức tường có song sắt. Phía Nam trang viên có nhiều trang trại.